# Moretoneiland
Moretoneiland (Engels: Moreton Island) is een eiland in het noordoosten van Moreton Bay, zuidoost Queensland. Moretoneiland ligt ca. 58 km ten noordoosten van Brisbane, de hoofdstad van Queensland. Bijna het gehele eiland is Nationaal Park, waardoor de kustlijn, de zoetwatermeren, wetlands en bossen beschermd worden. Moretoneiland is tevens een populaire vakantiebestemming voor liefhebbers van strand, natuur, vissen en walvissen kijken.

## Geografie
Moretoneiland heeft een oppervlakte van ca. 170 km² en de maximale lengte van noord naar zuid bedraagt 38 km.
Kaap Moreton in het uiterste noorden van het eiland is de enige rotspartij op het verder zandige eiland. Kapitein James Cook gaf de rotspunt in 1770 haar naam. Toentertijd werd gedacht dat deze deel uitmaakte van het vasteland.
Het hoogste punt van Moretoneiland is Mount Tempest, met een hoogte van 280 m het hoogste duin ter wereld.

## Referentielijst
1. ↑  Hema Maps (1997). Discover Australia's National Parks. Random House Australia, Milsons Point, New South Wales, pp. 187. ISBN 1975992472.